# 三山体育馆站
三山體育館站（：／ Samsan-cheyukgwan yeok */?）是首爾地鐵7號線沿線的一座地下車站，位於韓國仁川廣域市富平區三山洞、富開洞與京畿道富川市上洞的邊界。

## 車站結構
站體為2面2線側式月台的地下車站，候車月台設有月台幕門，並有5處出口。

### 月台配置
| 上洞 ↑   |
| \| 上    |
| ↓ 掘浦川 |

| 月台 | 路線           | 目的地                         |
| ---- | -------------- | ------------------------------ |
| 上行 | ●首爾地鐵7號線 | 溫水、江南區廳、孔陵、長岩方向 |
| 下行 | ●首爾地鐵7號線 | 掘浦川、富平區廳、石南方向     |

## 歷史
- 2012年10月27日：落成啟用。

## 車站周邊
- 韓國漫畫博物館（朝鲜语：한국만화박물관）
- 韓國電影漫畫振興院
- 野人時代露營地
- 上洞湖水公園
- 熊津蒲蕾樂園水上世界
- Aiins World（朝鲜语：아인스월드）
- 三山世界體育館（朝鲜语：삼산월드체육관）
- 仁川鎭山科學高校
- 仁川未來生活高校
- 九山中學
- 富平奇蹟圖書館（朝鲜语：부평기적의도서관）
- 富開公園
- 噴水近鄰公園

## 相鄰車站
仁川交通公社
●首爾地鐵7號線
上洞（756）－三山體育館（757）－掘浦川（758）